# 34031 Fukumitsu
34031 Fukumitsu è un asteroide della fascia principale. Scoperto nel 2000, presenta un'orbita caratterizzata da un semiasse maggiore pari a 2,4319084 au e da un'eccentricità di 0,1737404, inclinata di 2,07605° rispetto all'eclittica.